# Ilse Wilken
Ilse Wilken (* 13. Dezember 1924 in Schweidnitz, Provinz Niederschlesien, Deutsches Reich; † 28. April 2018 in Bad Reichenhall, Deutschland) war eine deutsche Filmeditorin und Regieassistentin.

## Leben
Ilse Wilken absolvierte zu Beginn der 1940er Jahre eine Lehre bei der Kulturfilm Dr. Brieger in Berlin. Bereits seit 1942 widmete sie sich dem Filmschnitt. Die gebürtige Schlesierin bearbeitete in den frühen Nachkriegsjahren zunächst Dokumentarfilme und wurde auch häufig als Regieassistentin verpflichtet.
Ab Mitte der 1950er Jahre war Ilse Wilken als Editorin beim Kinofilm aktiv, ab 1962 fast ausschließlich für Fernsehproduktionen. Hier schnitt sie vor allem zahlreiche populäre Krimiserien wie Der Kommissar, Polizeiinspektion 1, Derrick und Der Alte. Mit 68 Jahren ging die mit Rudolf Wilken verheiratete Ilse Wilken in den Ruhestand.

## Filmografie (Auswahl)
- 1951: Niedersachsen im Aufbau (Dokumentarfilm)
- 1954: Die verschwundene Miniatur
- 1955: Heldentum nach Ladenschluß (vierteiliger Kinofilm)
- 1955: Parole Heimat (dreiteiliger Kinofilm)
- 1956: Das Liebesleben des schönen Franz
- 1956: Verlobung am Wolfgangsee
- 1957: Die liebe Familie
- 1958: Liebe kann wie Gift sein
- 1959: Acht Mädels im Boot
- 1959: 2 x Adam, 1 x Eva
- 1960: Das Rätsel der grünen Spinne
- 1960: Schlußakkord
- 1960: Schlagerparade 1960
- 1962: Anfrage (Fernsehfilm)
- 1963–65: Die Karte mit dem Luchskopf (Fernsehserie, 13 Folgen)
- 1964–1966: Gewagtes Spiel (Fernsehserie, 9 Folgen)
- 1965: Jennifer …? (Fernsehfilm)
- 1966: Der Fall Mata Hari (Fernsehfilm)
- 1967: Interpol (TV-Filmreihe): …geborene Lipowski
- 1967: Heubodengeflüster
- 1967: Heißes Pflaster Köln
- 1968: Carl Schurz (Fernsehfilm)
- 1974–1975: Der Kommissar (Fernsehserie, 4 Folgen)
- 1975–1991: Derrick (Fernsehserie, 16 Folgen)
- 1977–1986: Polizeiinspektion 1 (Fernsehserie, 88 Folgen)
- 1977–1993: Der Alte (Fernsehserie, 37 Folgen)
- 1996: Der Mann ohne Schatten (Fernsehserie, 1 Folge)